# The Starry Rift (livro de Tiptree)
The Starry Rift é uma coleção de contos de ficção científica de James Tiptree Jr. publicada pela primeira vez em 1986 pela Tor Books. Ela se passa no mesmo universo de várias outras obras de Tiptree, principalmente seu romance de 1985, Brightness Falls from the Air.

## Conteúdo
The Starry Rift contém as seguintes histórias:
- "In the Great Central Library of Deneb University"
- "The Only Neat Thing to Do" (publicado originalmente em The Magazine of Fantasy & Science Fiction, outubro de 1985)
  - Esta novela tem sido amplamente referenciada na cultura pop japonesa, como títulos de músicas e nos animes Neon Genesis Evangelion, The Melancholy of Haruhi Suzumiya e Zoku Owarimonogatari .
- "Good Night, Sweethearts" (publicado originalmente em The Magazine of Fantasy & Science Fiction, março de 1986)
- "Collision" (publicado originalmente na revista Isaac Asimov's Science Fiction, maio de 1986)

## Prémios
Embora a coleção em si não tenha recebido nenhum prêmio, o conto "The Only Neat Thing to Do" recebeu várias honrarias e indicações.
- Prémio Nebula de 1986 de Melhor Novela — Indicado
- Prêmio SF Chronicle de 1986 de Melhor Novela — Ganhou
- Prémio Hugo de 1986 de Melhor Novela — Indicado
- Prêmio Locus Magazine Poll de 1986 para Melhor Novela — Primeiro Lugar